# Engel des Nordens

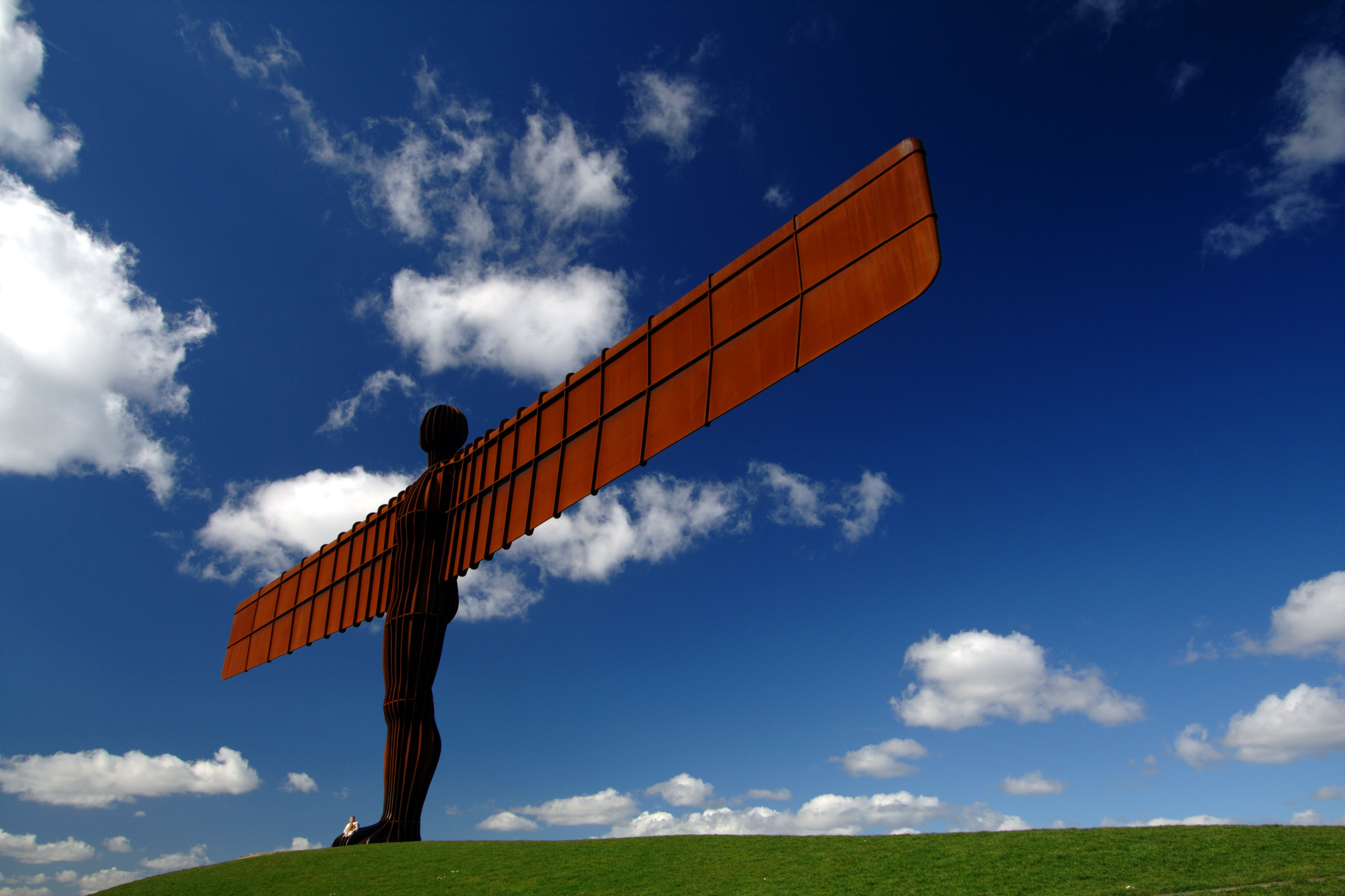
Engel des Nordens

Der Engel des Nordens (englisch Angel of the North) ist eine 1998 von Antony Gormley kreierte moderne Skulptur außerhalb von Gateshead in England.
Es handelt sich bei der rostbraunen Stahlskulptur um einen Engel, der an die industrielle Vergangenheit Nordenglands erinnern soll. Die Konstruktion erreicht eine Höhe von 20 Metern und eine Flügelspannweite von 54 Metern. Damit ist der Engel des Nordens breiter, als die Freiheitsstatue hoch ist. Die Flügel sind nicht gerade, sondern mit 3,5° angewinkelt, um eine Umarmung anzudeuten, wie Gormley sich ausdrückte. Der Engel des Nordens steht auf einem Hügel und überblickt die A1 und A167 Richtung Tyneside und die East-Coast-Main-Line-Eisenbahnstrecke.

Gedenkstätte und symbolische Bedeutung
Neben der Skulptur Engel des Nordens, links von der Statue (aus Sicht des Betrachters), befindet sich ein kleiner, begrünter Bereich, der als inoffizielle Gedenkstätte dient. Dort hinterlassen Trauernde Erinnerungsstücke wie Blumen, Fotos, Schilder, kleine Bäume oder andere persönliche Gegenstände zum Gedenken an Verstorbene. Diese Praxis hat den Ort zu einer Art Pilgerstätte für Menschen gemacht, die Trost suchen. Die symbolische Kraft der Engelsfigur, die laut Künstler Antony Gormley eine „Umarmung“ andeuten soll, scheint diese Entwicklung zu fördern, da der Engel für viele Menschen Hoffnung und Trost verkörpert.

## Konstruktion
1994 begann die Arbeit an dem Projekt, dessen Gesamtkosten sich auf 1 Million £ beliefen. Der größte Teil der Kosten wurde von der britischen Nationallotterie getragen.
Der Engel muss wegen seiner ungeschützten Position Windgeschwindigkeiten von bis zu 160 km/h aushalten. Dazu wurden 500 Tonnen schwere Betonfundamente gegossen, die die Skulptur in 20 Metern Tiefe verankern.
Der Engel des Nordens wurde in drei Teilen gefertigt. Der Rumpf (mit 110 Tonnen Gewicht) und die beiden Flügel (mit je 55 Tonnen) wurden auf der Straße zum Montageort transportiert. Allein für den Transport des Körpers vom Herstellungsort Hartlepool (County Durham) wurden sieben Stunden benötigt.
Am 15. Februar 1998 wurde das Kunstwerk offiziell eröffnet. Der Engel des Nordens sorgte für kontroverse Diskussionen in der regionalen und überregionalen britischen Presse. Heute wird er weitgehend als Sehenswürdigkeit des Nordostens Englands gutgeheißen.

## Galerie

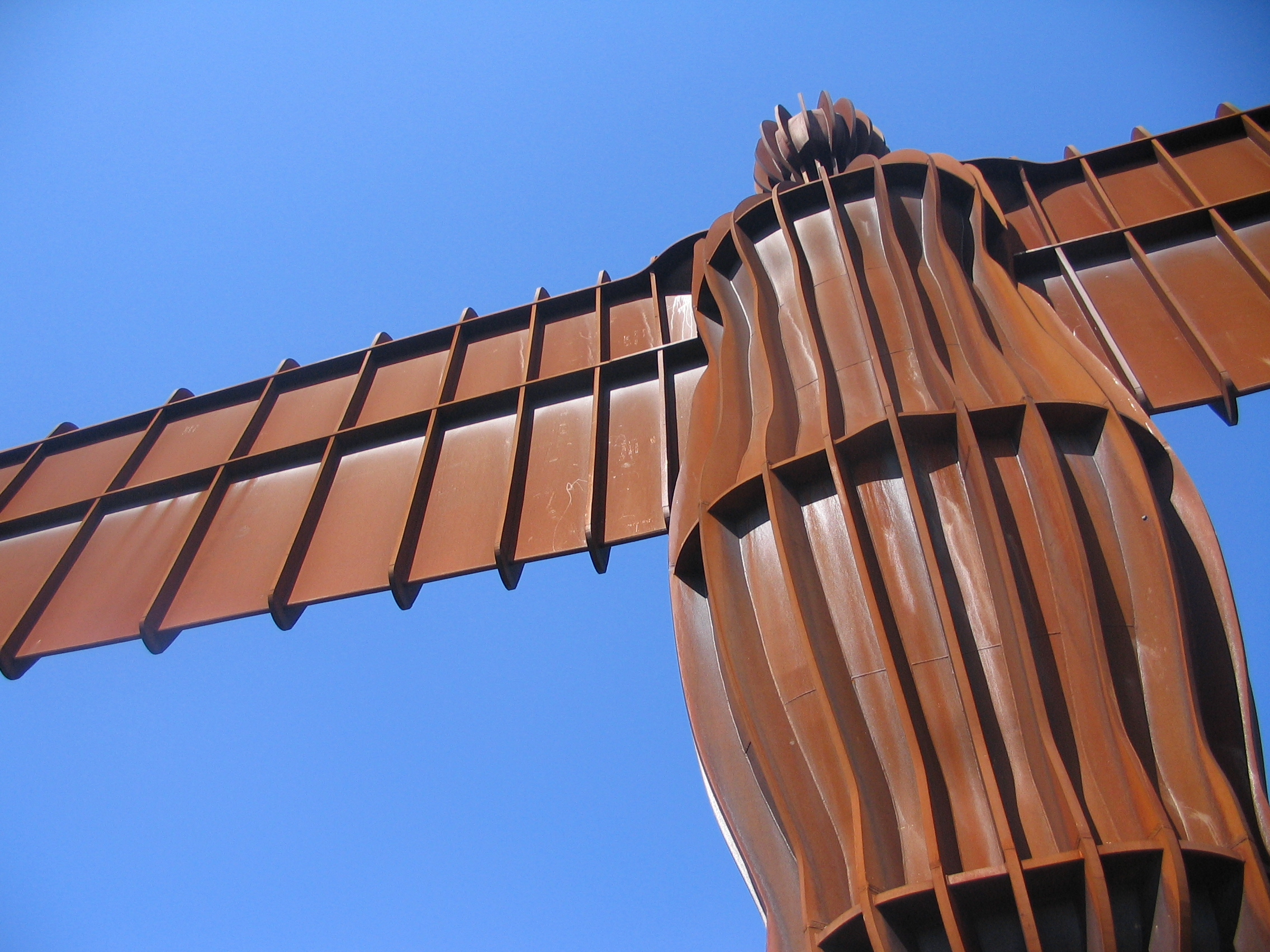
Engel des Nordens
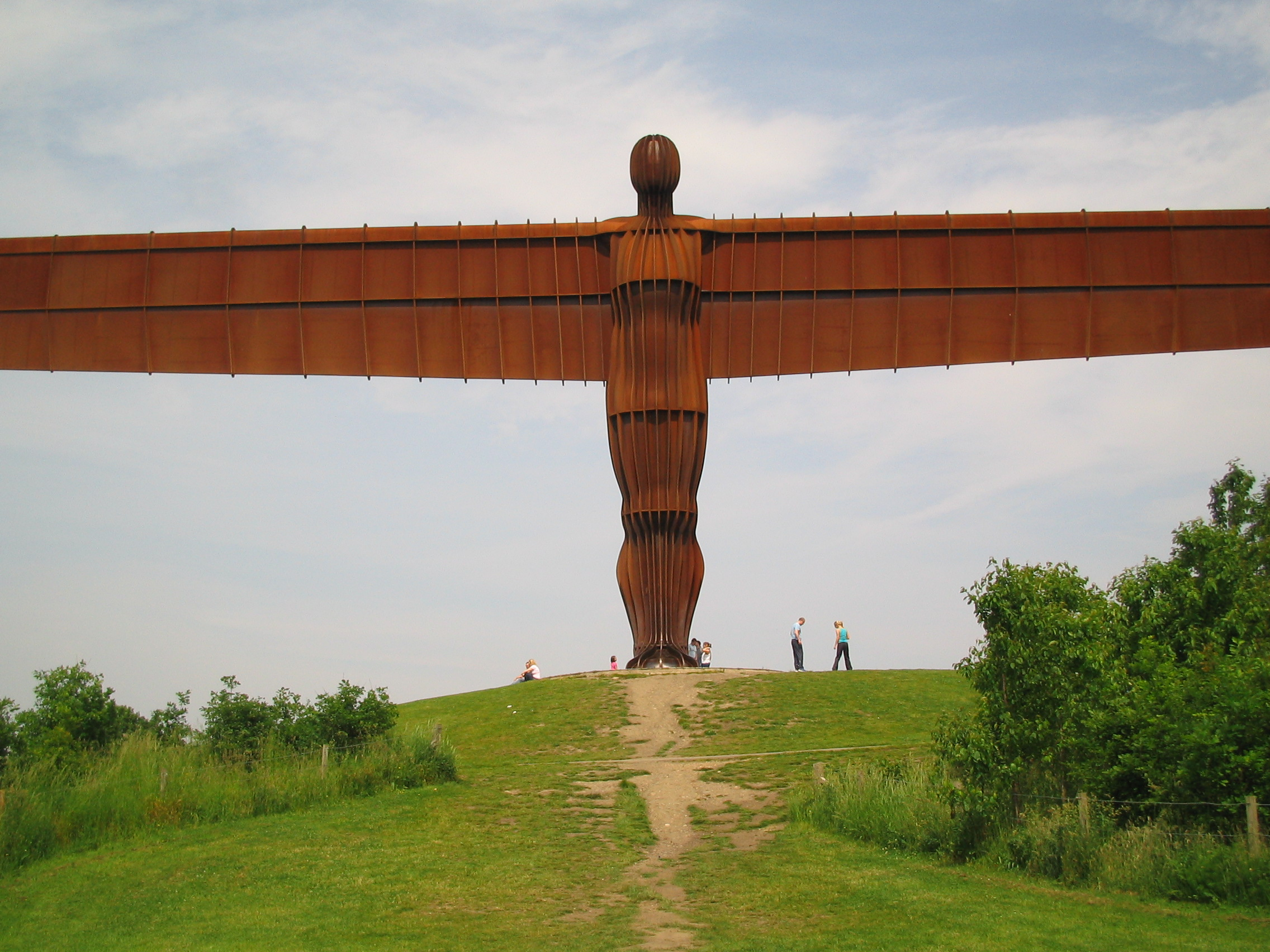
Frontaler Blick auf den Engel des Nordens
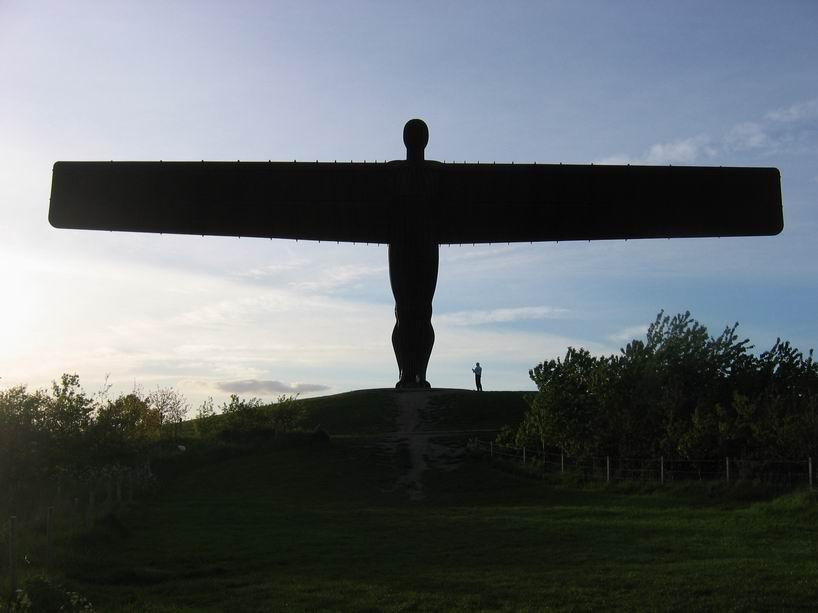
Engel des Nordens am Abend

## Modelle
Während des Entstehens des Kunstwerks wurden mehrere Modelle gefertigt. Eine Version aus Bronze, die dem Gateshead Council gehörte, wurde in einer Spendensammelaktion verwendet und wurde in der BBC-Sendung Antiques Roadshow am 16. November 2008 auf 1 Million Britische Pfund taxiert. Bis 2011 stand eine Version des Engels in Menschengröße im Garten der Villa Wunderkind von Modedesigner Wolfgang Joop in Potsdam. Joop ließ die Skulptur 2011 beim Auktionshaus Christie’s in London für 3,4 Millionen Britische Pfund an einen anonymen Bieter versteigern. Eine weitere Version wurde 2009 der National Gallery of Australia geschenkt und steht im dortigen Skulpturengarten.

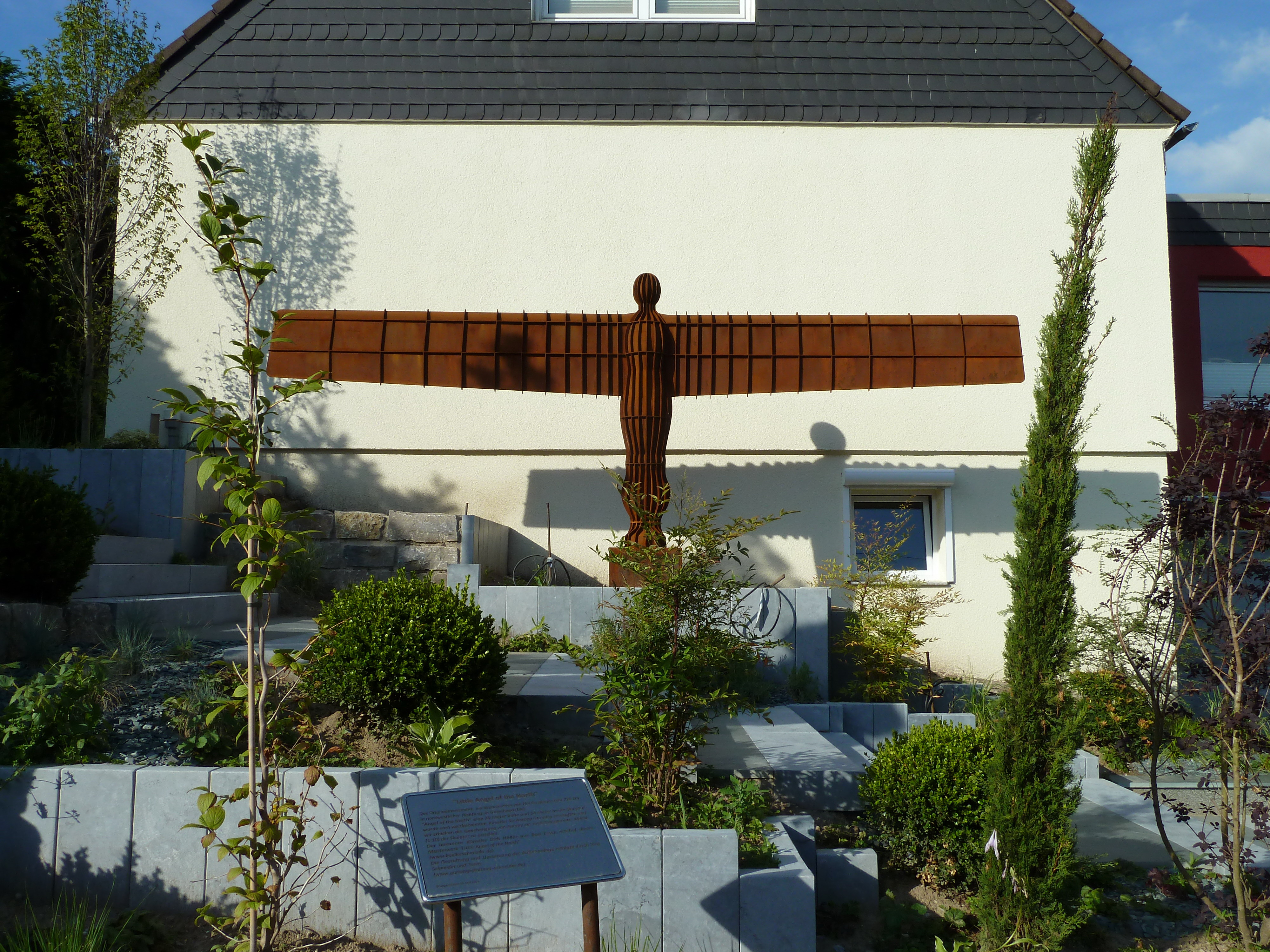
Kleiner Engel des Nordens in Wuppertal

In Wuppertal wurde im Mai 2014 in einem privaten Vorgarten ein Abbild der Figur im Maßstab 1:10 aufgestellt, das mit Erlaubnis von Antony Gormley von dem Künstler Dirk Höller geschaffen wurde.